# Gustaf Åkerman
Johan Gustaf Åkerman (1888–1959) was een Zweeds econoom. Hij was professor in politieke economie aan wat later de Universiteit van Göteborg zou worden. Zijn werk, in het bijzonder het Åkermanprobleem, speelde een belangrijke rol in de ontwikkeling van het werk van de Zweedse econoom Knut Wicksell over de rol van het kapitaal. Ook was het, volgens de Sri Lankaanse econoom Vela Velupillai, een van de eerste werken die het probleem van vaste activa als gezamenlijk product benaderde. Dit werk werd later verder ontwikkeld door de Italiaanse econoom Piero Sraffa en de Hongaars-Amerikaanse econoom John von Neumann.

## Publicaties
- Realkapital und Kapitalzins: Heft I (Stockholm, Centralryckeriet, 1923)
- Realkapital und Kapitalzins: Heft II (Stockholm, Centralryckeriet, 1924)

- Gemeinsame Normdatei: 170595013
- International Standard Name Identifier: 0000 0000 8000 0377
- Library of Congress Control Number: no2009192245
- Nederlandse Thesaurus van Auteursnamen: 138394660
- LIBRIS: 247069
- Virtual International Authority File: 207919342
- WorldCat: E39PBJq6WHrbyQJQTBKBVMFqcP